# 光文事件
光文事件（日语：／）是1926年12月25日大正天皇駕崩後，關於「大正」的下一個年號發生的新聞誤報事件。《東京日日新聞》（現今為《每日新聞》）為了追求獨家報導，以號外的方式，搶先報告新天皇裕仁的年號是「光文」，但不久後日本政府便出面否認，澄清在備選年號中沒有「光文」，指責《東京日日新聞》誤報捕風捉影。並在之後公布年號為「昭和」。事後《東日》編輯部主管辭職，相關人士都被減薪懲處。時隔63年，1989年昭和天皇駕崩，《每日新聞》最先獨家報導新年號為「平成」得到證實，挽回了《每日新聞》的名譽。

## 年號候選
當時的宮內大臣一木喜德郎提示圖書編修官吉田增藏的候選詞五項原則：
- 一，不與中國帝室、后妃、宮殿的名稱重複。
- 二，以代表國家理想為原則。
- 三，富有古典意義。
- 四、音調高雅。
- 五、字面簡明。

吉田從三十個「預選」詞中，選出十個詞組送交一木選擇，一木經過兩輪選擇後，選定了「昭和」、「神化」、「元化」三個為案。
內閣方面，內閣大臣若槻禮次郎也委託國府種德提出年號方案，國府選出了五個候選詞。
各候選詞如下：
- 宮內省勘進第一案：神化、元化、昭和、神和、同和、繼明、順明、明保、寬安、元安10種。
- 宮內省勘進第二案：昭和、神和、神化、元化、同和5種。
- 宮內省勘進第三案：昭和、神化、元化3種。
- 內閣勘進案：立成、定業、光文、章明、協中5種。

最終裁定以「昭和」列為最終候選，「元化」、「同和」2種列為最終備選。
在宮內省的三次勘進案中，「昭和」、「神化」、「元化」3個年號均在提案裡出現，但最終案裡「神化」不再出現，在第三案中被否決的「同和」又重新出現。至於「光文」則只曾在內閣擬定提案中出現。
各候選年號的引用古籍如下：
- 出自《周易》：神化、元化、繼明、順明、立成、定業、光文
- 出自《尚書》：昭和、神和、明保、章明、協中
- 出自《禮記》：同和
- 出自《荀子》：寬安
- 出自《漢書》：元安

## 新聞烏龍
1926年（大正15年）12月25日清晨1點25分，大正天皇駕崩。《東京日日新聞》搶先在清晨4點發布號外，並臨時抽版更換了東京市內早報內容，頭條標題為「聖上駕崩」「年號為『光文』 陛下諮問樞密院」，內容為「關於年號制定一事樞密院受陛下諮問而經慎重審議之結果於『光文』『大治』『弘文』」等諸案中將決定為『光文』」。隨後《報知新聞》和《都新聞》等媒體也發行了號外，報導新年號為「光文」。當天上午11點，宮內省正式發表新年號為「昭和」，東京日日新聞社長本山彥一事後向日本天皇、國民和政府道歉，示意將引咎辭職，最後是由編輯部主編城戶元亮辭職負責，事件才告一段落。此事也成為了《東日》歷史上最大的新聞烏龍。
《讀賣新聞》和《萬朝報》也在早報發布這個消息，但在當日上午10點又發布了號外「決定為『昭和』」。此外，《大阪每日新聞》還收到《東日》的消息，稱年號將改元為「光文」，由於存在不確定性，他們沒有立即發表，而是和其他報紙一樣報導新年號為「昭和」，避免了新聞報導的嚴重錯誤。
有一種說法是，當時的內務省因不滿消息走漏，緊急將內定的新年號從「光文」更改為「昭和」。此事在豬瀨直樹的《天皇的影法師》中有提及。1956年9月17日，時在宮內省任職的中島利一郎在NHK綜合頻道猜謎節目《我的秘密》出演時作証說：「大正天皇駕崩時，決定下一個年號是我選擇的『光文』，但由於事先在報紙上發表，所以變成了『昭和』。」
另一種說法是原本就是誤報，當時負責製定新年號方案的是宮內省，受宮內大臣一木喜德郎之命由圖書宿舍編修官吉田增藏起草方案。同時內閣也制定了年號方案，由內閣總理大臣若槻禮次郎命令內閣官房委託的國府種德起草方案。「光文」在宮內省的方案中完全沒有出現，只是在內閣的年號方案中出現。最後在12月8日，決定了以「昭和」為最終候補，「元化」、「同和」2種列為最終備選的最終方案。「光文」只不過是一個原本不可能被選上的內閣候選年號中被走漏了，記者在沒有得到充分驗証的情況下飛奔而去。

## 後續
1989年（昭和64年）1月7日早上6點33分，昭和天皇駕崩，宮內廳隨後公布昭和天皇的死訊。在新年號公布的前夕，《每日新聞》率先在晚報發布了新年號「平成」的消息，洗刷了63年前光文事件的恥辱。
《朝日新聞》等其他媒體，則是在當時的內閣官房長官小淵惠三於記者會公布「平成改元」後，才在號外和晚報刊載了改元消息。

## 影響
此烏龍事件導致了日本不少地方錯誤的使用了「光文元年」，比如富士山輝夜姬博物館收藏著一張草書，內容為大正天皇駕崩的祭拜儀式，署年「光文元年十二月二十五日」。在日本的一些地區因為消息傳遞還不成熟，許多報社只刊印早報而無晚報，地方沒有充分傳達是誤報，導致有不少孩子的戶籍出生日寫作「光文元年12月25日」，雖然後續進行了訂正，但直到二戰以後依舊有很多人的戶籍謄本尚未更改。

## 引用書籍
- 新聞研究所（日语：新聞研究所）.  . 新聞研究所. 1927-12. doi:10.11501/1077301.
- 每日新聞社.  . 每日新聞社. 2002-02.
- 松島榮一、永原慶二.  . 白石書店. 1979-04.